# Helophilus turanicus
Helophilus turanicus är en tvåvingeart som beskrevs av Smirnov 1923. Helophilus turanicus ingår i släktet kärrblomflugor, och familjen blomflugor. Inga underarter finns listade i Catalogue of Life.